# Ranking Joe
Ranking Joe (zuvor auch: Little Joe, eigentlich: Joseph Jackson; * 1. Juli 1959 in Kingston (Jamaika)) ist ein jamaikanischer Reggae-Musiker und Deejay.

## Karriere
Der als Joseph Jackson geborene Musiker verfügte bereits über erste Erfahrungen als Deejay bei Sound Systems, als Coxsone Dodd ihn Mitte der 1970er Jahre unter seine Fittiche nahm und den jungen, von U-Roy inspirierten Musiker für sein Sound System El Paso Hi-fi engagierte. Noch unter seinem ersten Künstlernamen Little Joe nahm er 1975 in Dodds Studio One seine Debüt-Single Gun Court auf. Danach arbeitete er mit diversen anderen Produzenten zusammen, gründete zusammen mit U-Roy ein eigenes Sound System und nannte sich fortan Ranking Joe. Ab Ende der 1970er brachte mit Weakheart Fade Away, Dub It in a Dance, Saturday Night Jamdown Syle und Round the World eine Reihe eigener Alben heraus, und fing daneben an, selbst als Produzent zu arbeiten.
Anfang der 1980er wurde Ranking Joe nach einer Großbritannien-Tour mit dem Ray Symbolic Hi-Fi Sound System auch außerhalb Jamaikas populär. Trotz einigem Erfolg löste sich das Sound System jedoch wieder auf und Ranking Joe widmete sich verstärkt der Produzenten-Tätigkeit. Er arbeitete für King Tubby als einer der an Dangerous Dub beteiligten Produzenten. Nach seinem Umzug nach New York produzierte Joe Plattenaufnahmen unter anderem für Frankie Paul, Black Uhuru, Dennis Brown, Glen Washington, Glen Brown, The Meditations, King Tubby, Shinehead und Papa San. In den 1990ern und 2000er Jahren nahm Ranking Joe wieder eigene Songs auf und brachte mit Fast Forward to Africa und Ghetto People weitere Solo-Alben heraus.
2014 wirkte er beim Stück Take Your Place auf dem Album Steady der Giant Panda Guerilla Dub Squad mit, die damit einen Nummer-1-Hit in den Billboard’s-Reggae-Album-Charts landete.

## Diskographie (Auswahl)
- Weakheart Fadeaway (1978, Greensleeves Records)
- Dub It In a Dance (1980, Trojan Records)
- Round The World (1980, Student)
- Saturday Night Jamdown Style (1980, Greensleeves)
- Fast Forward To Africa (1996, Ariwa)
- Ghetto People (2001, Culture Press)
- World In Trouble (2005, M Records)
- World In Dub (2006, M Records)